# عرباوة (عرباوة)
عرباوة هي إحدى مشيخات المملكة المغربية، تتبع جغرافيا لإقليم القنيطرة وإداريًا لعرباوة. يقدر عدد سكانها بـ 5332 نسمة حسب الإحصاء الرسمي للسكان والسكنى لسنة 2004.